# Lynk & Co
Lynk & Co (кит. 领克; пиньинь Lǐng kè) — китайско-шведский автомобильный бренд на базе технологий, разработанных совместно Volvo Cars и Geely Auto. Основан в Гётеборге в 2016 году.

## Модельный ряд
- Lynk & Co 01 (с 2017) — компактный кроссовер[5][6].
- Lynk & Co 02 (с 2018) — компактный кроссовер и хэтчбек[7][8][9].
- Lynk & Co 03 (с 2018) — седан.
- Lynk & Co 04 (с 2020) — электромобиль на базе Lynk & Co 06[10].
- Lynk & Co 05 (с 2019) — купеобразный кроссовер на базе Lynk & Co 01.
- Lynk & Co 06 (с 2020) — малолитражный кроссовер.
- Lynk & Co 08 (с 2023) — среднеразмерный кроссовер.
- Lynk & Co 09 (с 2021) — среднеразмерный кроссовер.
- Lynk & Co Z10 (с 2024) — полноразмерный седан.
- Lynk & Co Z20 (с 2024) — компактный кроссовер.
- Lynk & Co 900 (с 2025) — полноразмерный кроссовер.

## Lynk & Co в России
Продажи автомобилей Lynk & Co в России начались в 2023 году. Первым автомобилем на российском рынке стал Lynk & Co 03. В настоящее время в России продаются автомобили Lynk & Co 01, Lynk & Co 06, Lynk & Co 05 и Lynk & Co 09. Имеются и другие модели. О планах начать продажи автомобилей Lynk & Co в России было объявлено осенью 2021 года.